# Propretore
Il propretore, durante la Repubblica, era un pretore che, esercitata per un anno questa carica, era destinato al comando di un esercito o di una provincia.
Una Lex Iulia del 46 a.C. quando Gaio Giulio Cesare era dittatore, limitò la durata del mandato in una provincia praetoria ad un solo anno, mentre riguardo ad una consularis a due anni. I governatori provinciali non avevano una paga, anche se certe spese erano coperte dall'Aerarium. Fu Augusto ad attribuire, per primo, una paga alla carica di governatore provinciale.
Augusto, nella sua riforma dell'amministrazione provinciale, volle che i suoi legati assumessero il titolo di Legatus Augusti pro praetore, al fine di richiamare l'antica natura militare della pretura e conseguentemente della pro praetura. A loro furono affidate alcune delle province imperiali a partire dal 27 a.C.